# Korosar
Korosar är en ö i Finland. Den ligger i sjön Emmes-Storträsket och i kommunen Kronoby i den ekonomiska regionen  Jakobstadsregionen  och landskapet Österbotten, i den centrala delen av landet, 400 km norr om huvudstaden Helsingfors. Öns area är 2,6 hektar och dess största längd är 220 meter i öst-västlig riktning.